# Obična blitva
Obična blitva (gajena blitva, lat. Beta vulgaris) lisnato je povrće tamnozelene boje iz porodice štirovki (Amaranthaceae). Razlikujemo dvije glavna oblika blitve koje se uzgajaju u Hrvatskoj. Prva uzgojni oblik blitve odlikuje se širokim mesnatim listovima u obliku "raščupanih" glavica ili rozeta s vrlo malom stabljikom. Drugi oblik blitve građen je tako da su joj listovi relativno mali u odnosu na debelu, jako razvijenu i mesnatu peteljku. 

## Opis
Beta vulgaris je cvjetnica iz porodice štirovki (Amaranthaceae) široko se uzgaja zbog jestivih listova i korijena u nekolikokultivirana oblika. Svaka od različitih oblike Beta vulgaris koristi se drugačije: (1) obična vrtna blitva uzgaja se kao vrtno povrće, (2) var. cicla se uzgaja zbog lišća bogatog hranjivim tvarima, (3) šećerna repa je komercijalno važna kao glavni izvor šećera, i (4) mangold, je sočna hrana za stoku. (5) cikla, B. vulgaris ssp. vulgaris var. conditiva. B. vulgaris izvorno je bio porijeklom s atlantske i sredozemne obale Europe, to je morska blitva, 
B. vulgaris ssp. maritima. Arheološki dokazi upućuju na to da se uzgaja najmanje od 1. stoljeća nove ere i da su se njezini različiti oblici razvili tijekom vremena.

### Grupa vrtne blitve
Cikla se prvenstveno uzgaja zbog debelog mesnatog glavnog korijena koji se formira tijekom prve sezone. U drugoj sezoni izrasta visoka, razgranata stabljika s lišćem koja nosi grozdove sićušnih zelenih cvjetova koji se razvijaju u smeđe plutaste plodove koji se obično nazivaju sjemenke. Glavni korijen ima oblik od kuglastog do dugog i suženog. Boje kože i mesa obično su tamnoljubičastocrvene, iako su neke gotovo bijele ili narančaste. Cikla je dobar izvor riboflavina, kao i folata, mangana i antioksidansa betaina. Cikla bi trebala biti glatka, čvrsta i bez mrlja; primjerci srednje veličine su najnježniji. Često se konzerviraju, cijele ili izrezane, a često se ukisele, začine ili poslužuju u slatko-kiselom umaku. Listovi vrtne cikle mogu se kuhati ili jesti svježi ako se uberu mladi.

### Grupa lisne blitve
Oblici B. vulgaris koji se uzgajaju zbog svojih jestivih listova različito su poznati, pri čemu se prave razlike između sorti s obojenim lisnim rebrima i onih s bijelim lisnim rebrima. Blitva je popularna vrtna biljka, a njezini listovi i stabljike obično se jedu u mnogim mediteranskim zemljama. Listovi su zeleni, a peteljke imaju boju od bijele preko žute do crvene. Pomalo gorkog okusa, blitva se obično kuha i često se koristi u juhama. Izvor je riboflavina, željeza i vitamina A, C i K.

### Grupa šećerne repe
Šećerna repa je ekonomski najvažnija unutar skupine B. vulgaris. Razvijen u Njemačkoj u 18. stoljeću, njegov europski uzgoj potaknuo je Napoleon kao sredstvo borbe protiv britanske blokade uvezenog šećera. Sposobna je akumulirati do 22 posto saharoze u svom korijenu, šećerna repa čini oko jednu trećinu svjetske proizvodnje šećera.

### Skupina stočne blitve
Uzgoj mangolda može potjecati čak iz prapovijesti. Iako se prvenstveno koristio kao hrana za životinje, mangel-wurzel je stekao popularnost kao vrtno povrće, jer su i korijen i lišće jestivi. U prosjeku, blijedi korijeni teže 4 kg (9 funti) svaki, iako je zabilježeno da neki teže i do 20 kg (44 funte). Slično šećernoj repi, mangold ima visok sadržaj saharoze.

## Uzgoj
Blitva je dvogodišnja povrtna kultura koja se uzgaja zbog izuzetno hranjivog lišća. U prvoj godini vegetacije razvija lisnu rozetu sastavljenu od mnoštva spiralno poredanih listova. Druge godine vegetacije iz vegetativnog se pupa formira cvjetna stabljika koja naraste do dva metra visine. Uzgaja se u zapadnoj Europi, a kod nas najviše u primorskim krajevima.

## Podvrste
1. Beta vulgaris subsp. adanensis
2. Beta vulgaris subsp. foliosa
3. Beta vulgaris subsp. maritima
4. Beta vulgaris subsp. orientalis
5. Beta vulgaris subsp. vulgaris
6. Beta vulgaris var. cicla
7. Beta vulgaris var. pilosa
8. Beta vulgaris var. rapacea
9. Beta vulgaris var. rubra

## Prehrambene vrijednosti
Blitva spada u niskokalorične namirnice kao i svo lisnato povrće jer pola šalice (100 grama) kuhane i ocijeđene blitve daje samo 20 kcal (84 kJ). Ovo povrće bogato je magnezijem, željezom i vitaminima B i C.

## Priprema
Blitva u hladnjaku može izdržati i do tjedan dana, a kod pripremanja je potrebno listove dobro očistiti i oprati kroz mlaz vode. Radi očuvanja nutritivno vrijednih sastojaka, dovoljno je da se kuha otprilike 5 do 7 minuta. Može se pripremati kao špinat. U primorskim krajevima poslužuje se uz ribu tako da se kuhana prelije uljem uz dodatak češnjaka.

## Vanjske poveznice
- PLIVAzdravlje - Blitva